# Waterloo Bridge
Cet article concerne Un pont de Londres. Pour Le film, voir Waterloo Bridge (film).
Le Waterloo Bridge (en français : « pont de Waterloo ») est un pont routier — que l'on peut tout de même également traverser à pied — au-dessus de la Tamise, à Londres. Il est situé entre les Blackfriars Bridge et Hungerford Bridge, à proximité de la gare de Londres-Waterloo.

## Historique

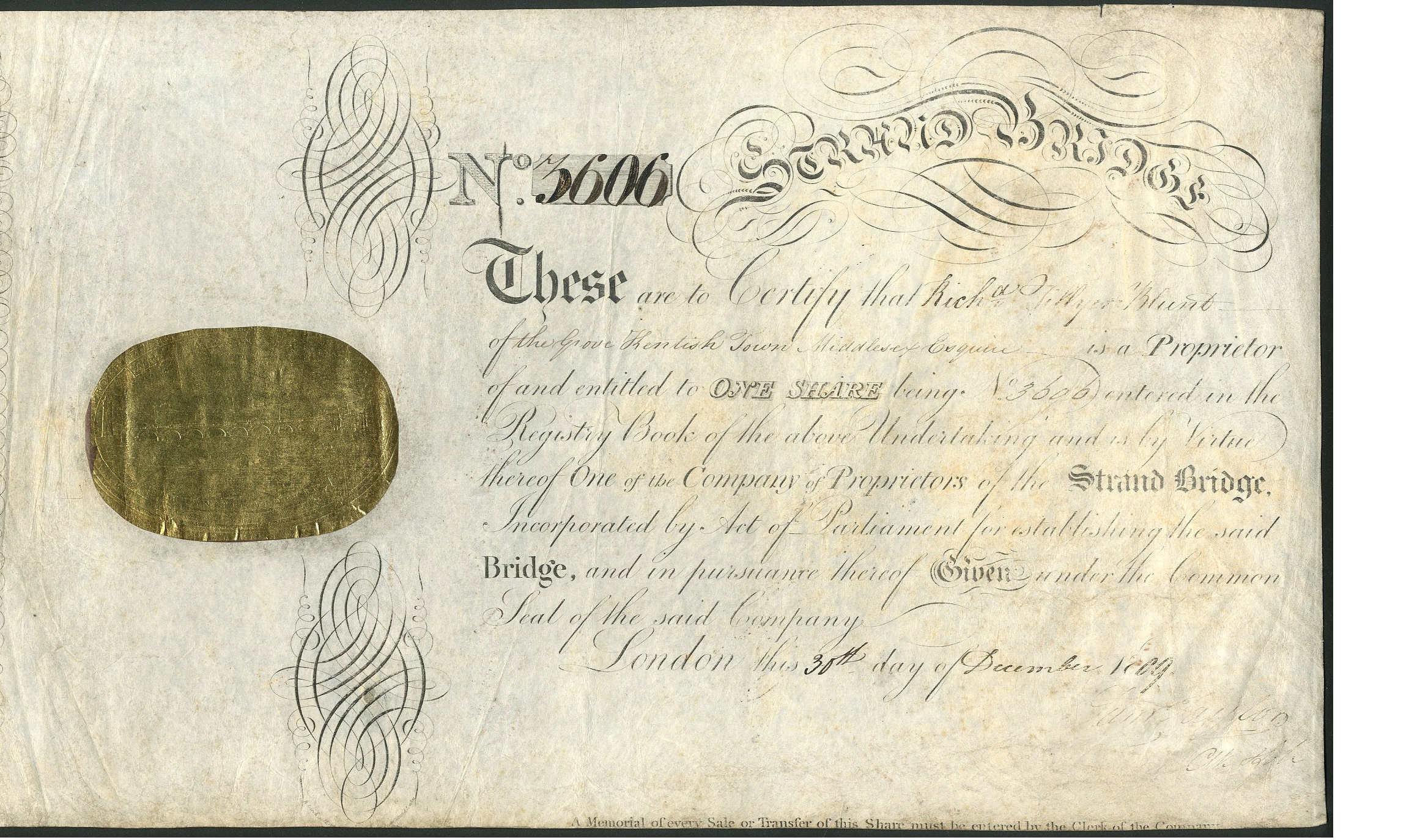
Action de la Company of the Proprietors of the Strand Bridge en date du 30 decembre 1809

Le premier pont situé sur le site a été conçu par John Rennie, construit à partir de 1811 et ouvert en 1817 comme un pont à péage. Avant son ouverture, il était connu sous le nom de Strand Bridge.

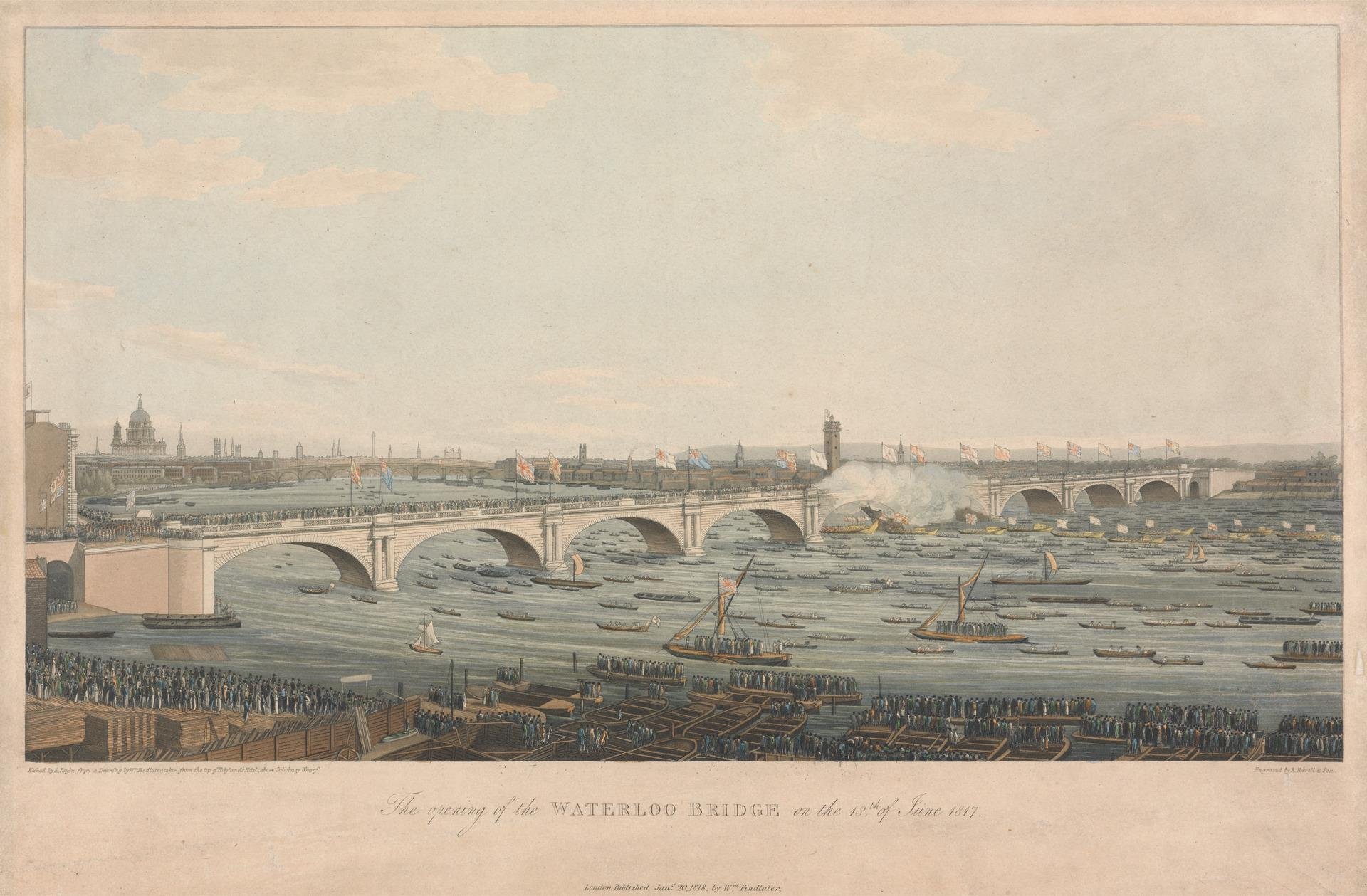
L'Inauguration du pont de Waterloo le 18 juin 1817 par Augustus Charles Pugin - Yale Center for British Art (B1977.14.15470)

Pour l'inauguration du pont, une tribune avait été prévue pour le corps diplomatique, l'ambassadeur de France René Eustache d'Osmond fit savoir qu'il ne participerait pas à cette cérémonie à cause du nouveau nom du pont, nommé d'après la bataille de Waterloo ; défaite française et victoire britannique. L'ayant su et par solidarité, l'ensemble du corps diplomatique par le truchement du prince Esterhazy déclina l'invitation en prétextant que c'était une affaire purement anglaise.

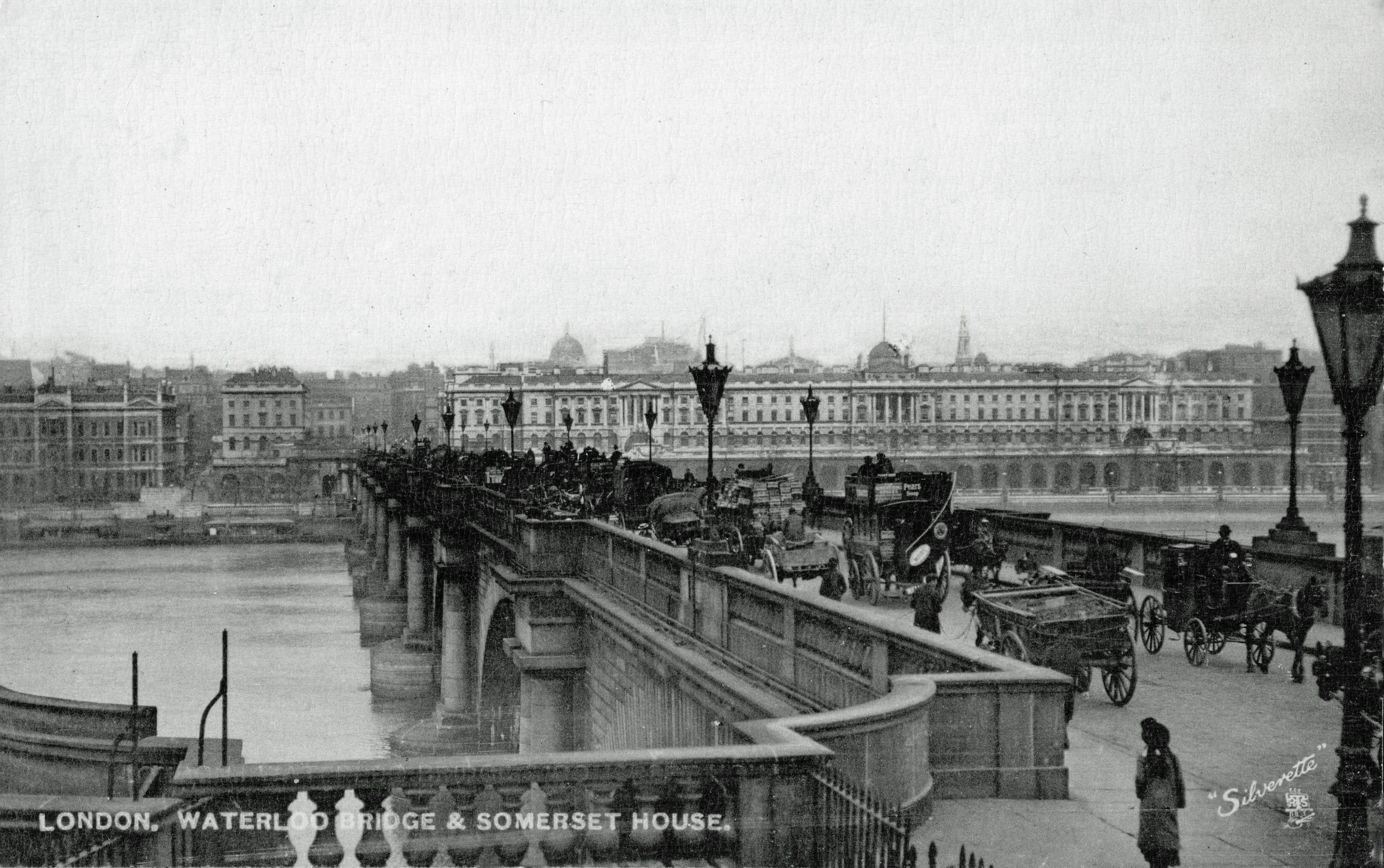
Le premier pont (conçu par John Rennie) en 1907. Photographie réalisée sur la rive sud de la Tamise ; Somerset House est sur la rive nord.

Le pont a été nationalisé en 1878 et donné au Metropolitan Board of Works, qui a supprimé le péage du pont. Sa construction avait posé de sérieux problèmes et les nouveaux propriétaires le consolidèrent.

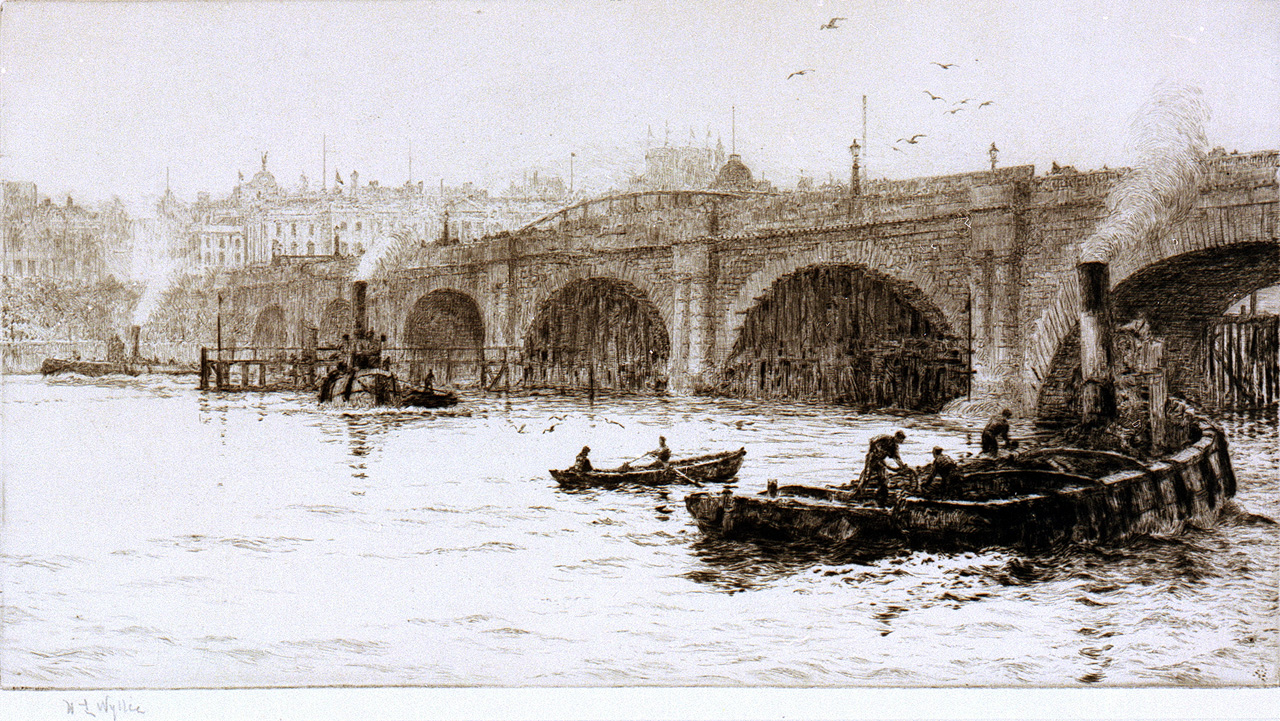
Ancien pont de Waterloo vu de la rive sud (c.1920) par W. L. Wyllie, Royal Museums Greenwich)

Dans les années 1920, les problèmes allaient en augmentant. London County Council décida la démolition et la reconstruction d'un nouveau pont conçu par Giles Gilbert Scott. Ce fut le seul pont sur la Tamise à avoir subi des dégâts par les Allemands pendant la Seconde Guerre mondiale. 
Le dissident Guéorgui Markov y est empoisonné par les services secrets bulgares en 1978 avec un « parapluie bulgare » et meurt peu après.

## Postérité

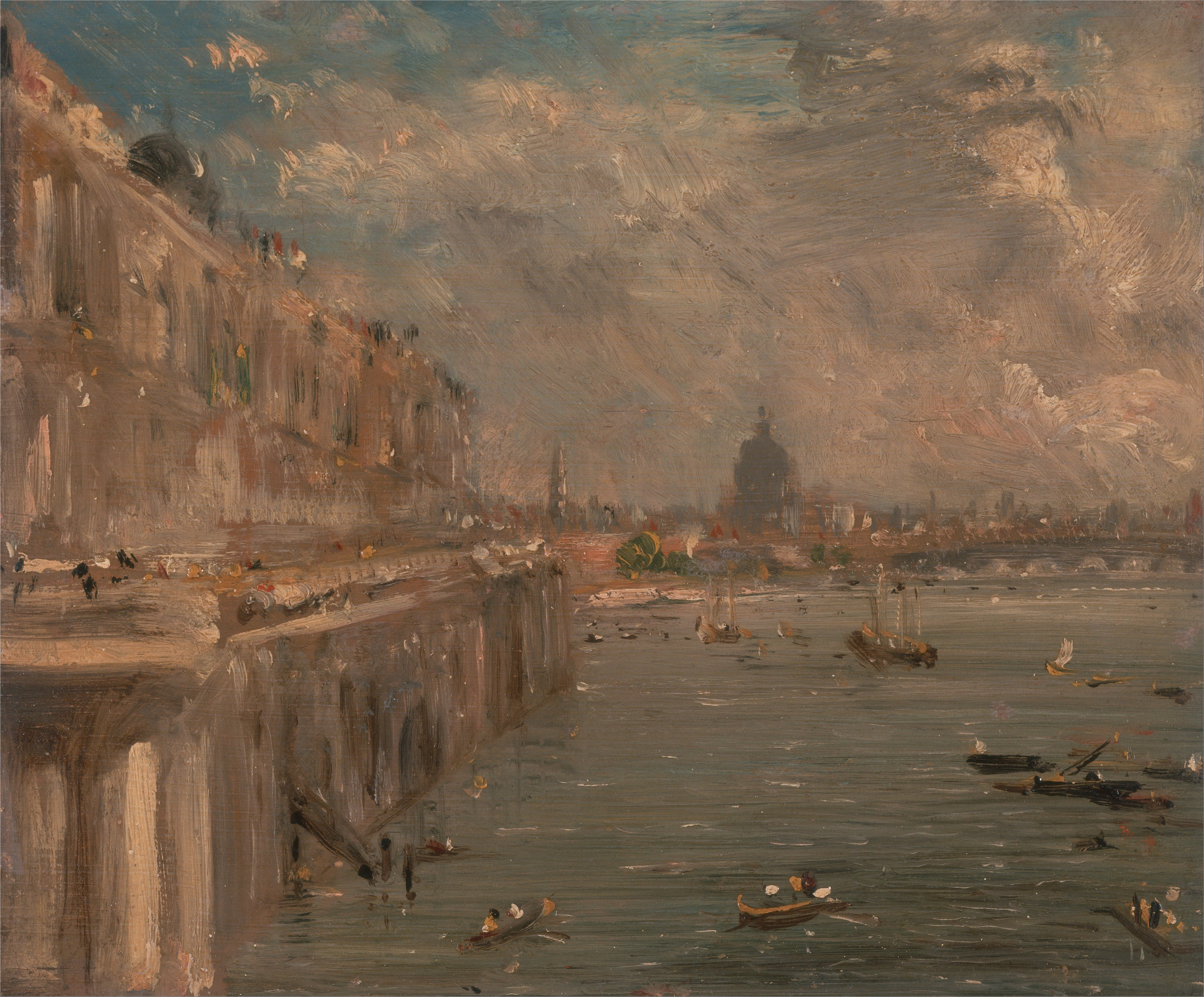
La Terrasse de Somerset House
vue du pont de Waterloo
John Constable, vers 1819
Centre d'art britannique de Yale

L'ouvrage a servi de point d'observation à plusieurs artistes dont Monet (Le Pont de Waterloo, 1903), Whistler, Turner, et Constable.
Il est aussi cité par les poètes Shelley et Thomas Hood. Le groupe The Kinks compose la chanson Waterloo Sunset en y faisant référence.
Le pont est également connu pour ses suicides.